# Gabriel Antonio Pereira
Gabriel Antonio José Pereira Villagrán (Montevideo, 17 de marzo de 1794 - Montevideo, 14 de abril de 1861) fue un político uruguayo. Fue presidente constitucional de Uruguay desde el 1 de marzo de 1856 hasta el 1 de marzo de 1860.

## Biografía
Era hijo del rico hacendado gallego Antonio Pereira Gómez y de María de la Asunción Villagrán Artigas. También era sobrino político y a la vez sobrino segundo de José Artigas, ya que su madre era hermana de Rafaela Villagrán, esposa de Artigas quien era a su vez su primo hermano. Contrajo matrimonio con su prima hermana Dolores Vidal Villagrán.
En 1811 adhirió a las filas patriotas, desempeñando diversos cargos militares como, por ejemplo, Ayudante Mayor de Artigas en el segundo sitio de Montevideo, Capitán del cuerpo de Cívicos y Capitán del cuerpo de Libertos Orientales. Integrante de la logia Caballeros Orientales de la Masonería, se opuso a la incorporación a Portugal en 1821 cuando se celebró el Congreso Cisplatino. Fue regidor y alcalde provincial del Cabildo de Montevideo y partidario del movimiento argentinizante de 1822-23. Fue enviado a Buenos Aires para concitar el apoyo del gobierno vecino, sin lograrlo.
Formó parte del gobierno provisorio creado por el levantamiento de 1825 y fue uno de los firmantes de la Declaratoria de la Independencia el 25 de agosto de aquel año. Fue representante de Canelones en la Asamblea General Constituyente y Legislativa del Estado que redactó la Constitución de 1830.
Fue elegido senador para la primera legislatura instaurada en 1830. Posteriormente, fue Ministro de Hacienda entre 1831 y 1832, y nuevamente senador entre 1833 y 1839. Entre el 24 de octubre y el 1.º de noviembre de 1838 ocupó interinamente el Poder Ejecutivo, por elección del Senado, tras la renuncia de Manuel Oribe y haberse embarcado el presidente del Senado Carlos Anaya hacia Buenos Aires. Más tarde fue integrante de la Asamblea de Notables, órgano que junto al Consejo de Estado sustituyó al Parlamento a partir de 1843 en el Gobierno de la Defensa, y ministro de Gobierno en 1847.
Fue elegido presidente de la República para el período 1.º de marzo de 1856 - 1.º de marzo de 1860. Durante su mandato tuvo que enfrentar la Revolución de 1858 de los colorados conservadores, comandada por el general César Díaz, que terminó con la llamada Masacre de Quinteros. Al año siguiente ocupó nuevamente una banca de senador, falleciendo poco después.
Sus actividades en la masonería se iniciaron, al parecer, en la década de 1820, ocupando importantes cargos dentro de aquella hasta su muerte.

### Gabinete de gobierno
| Ministerio            | Nombre                  | Período     |
| --------------------- | ----------------------- | ----------- |
| Gobierno              | José Longinos Ellauri   | 1856        |
| Gobierno              | Carlos de San Vicente   | 1856 - 1858 |
| Gobierno              | Andrés Gómez            | 1858 - 1860 |
| Relaciones Exteriores | Joaquín Requena García  | 1856 - 1858 |
| Relaciones Exteriores | Antonio de las Carreras | 1858 - 1860 |
| Hacienda              | Lorenzo Batlle          | 1856 - 1857 |
| Hacienda              | Doroteo García          | 1857 - 1858 |
| Hacienda              | Francisco Lecocq        | 1858 - 1859 |
| Hacienda              | Cristóbal Salvañach     | 1859 - 1860 |
| Guerra y Marina       | Carlos de San Vicente   | 1856 - 1858 |
| Guerra y Marina       | Antonio Felipe Díaz     | 1858 - 1860 |